# HD11090
HD11090 є хімічно пекулярною зорею спектрального класу
A й має видиму зоряну величину в смузі V приблизно 10,8.